# Artemia tibetiana
Artemia tibetiana är en kräftdjursart som beskrevs av Abatzopoulos, Bo Zhang och Patrick Sorgeloos 1998. Artemia tibetiana ingår i släktet Artemia och familjen Artemiidae. Inga underarter finns listade i Catalogue of Life.